# Biaudos
Biaudos (okzitanisch: Biudòs) ist eine französische Gemeinde mit 1.022 Einwohnern (Stand: 1. Januar 2022) im Département Landes in der Region Nouvelle-Aquitaine. Sie gehört zum Arrondissement Dax und zum Kanton Seignanx.

## Geographie
Die Gemeinde Biaudos liegt 15 Kilometer nordöstlich von Bayonne und 26 Kilometer südwestlich von Dax. Umgeben wird Biaudos von den Nachbargemeinden Saint-Martin-de-Hinx im Norden, Biarrotte im Osten, Saint-Laurent-de-Gosse im Osten und Südosten, Saint-Barthélemy im Süden und Südwesten sowie Saint-André-de-Seignanx im Westen.

## Bevölkerungsentwicklung
| Jahr                       | 1962 | 1968 | 1975 | 1982 | 1990 | 1999 | 2011 | 2021 |
| -------------------------- | ---- | ---- | ---- | ---- | ---- | ---- | ---- | ---- |
| Einwohner                  | 384  | 457  | 430  | 474  | 544  | 636  | 837  | 988  |
| Quellen: Cassini und INSEE |      |      |      |      |      |      |      |      |

## Sehenswürdigkeiten
- Kirche Saint-Pierre aus dem 13. Jahrhundert mit späteren Umbauten
- Schloss Biaudos aus dem 18. Jahrhundert
- Schloss Monplaisir

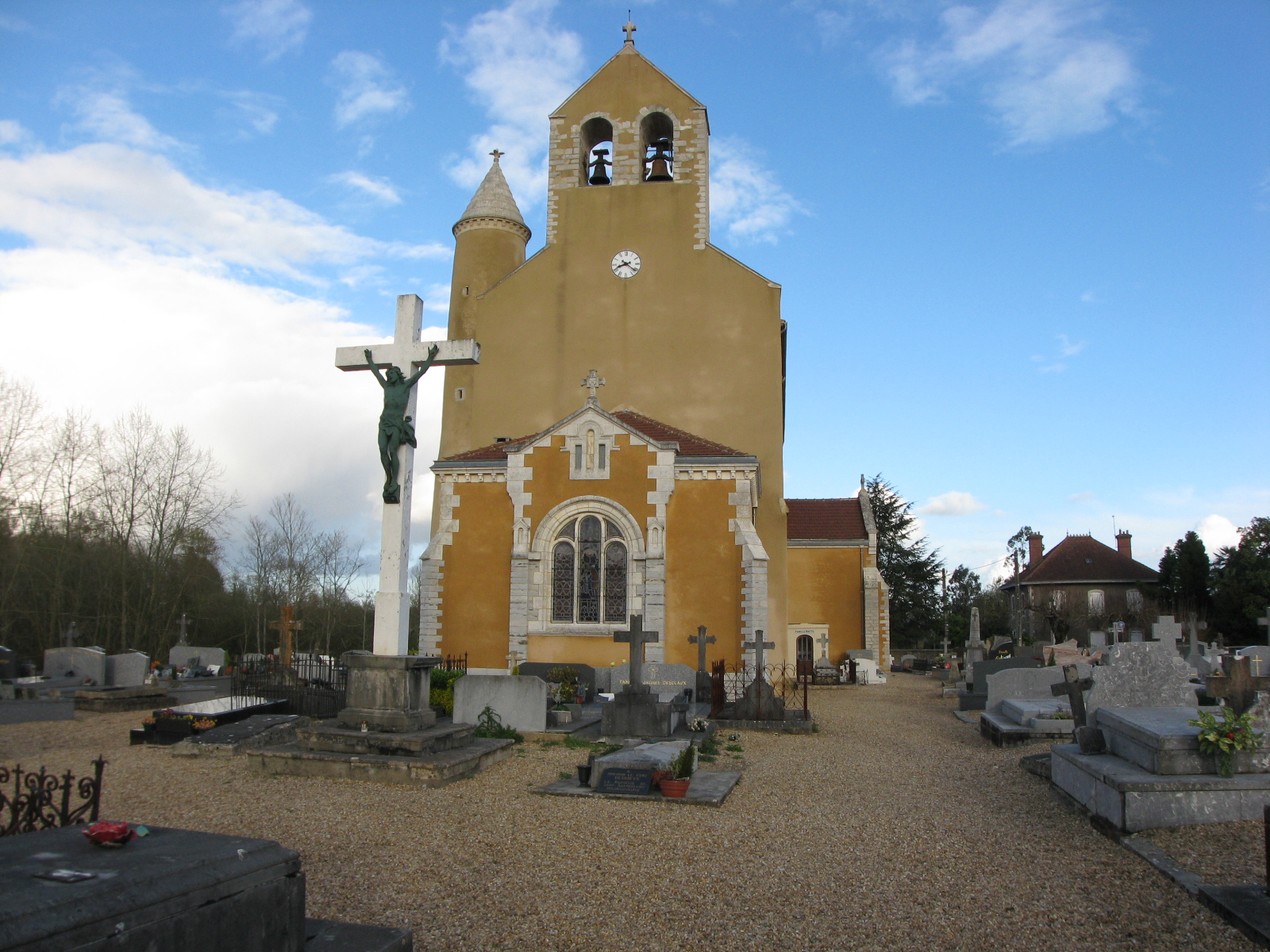
Kirche Saint-Pierre
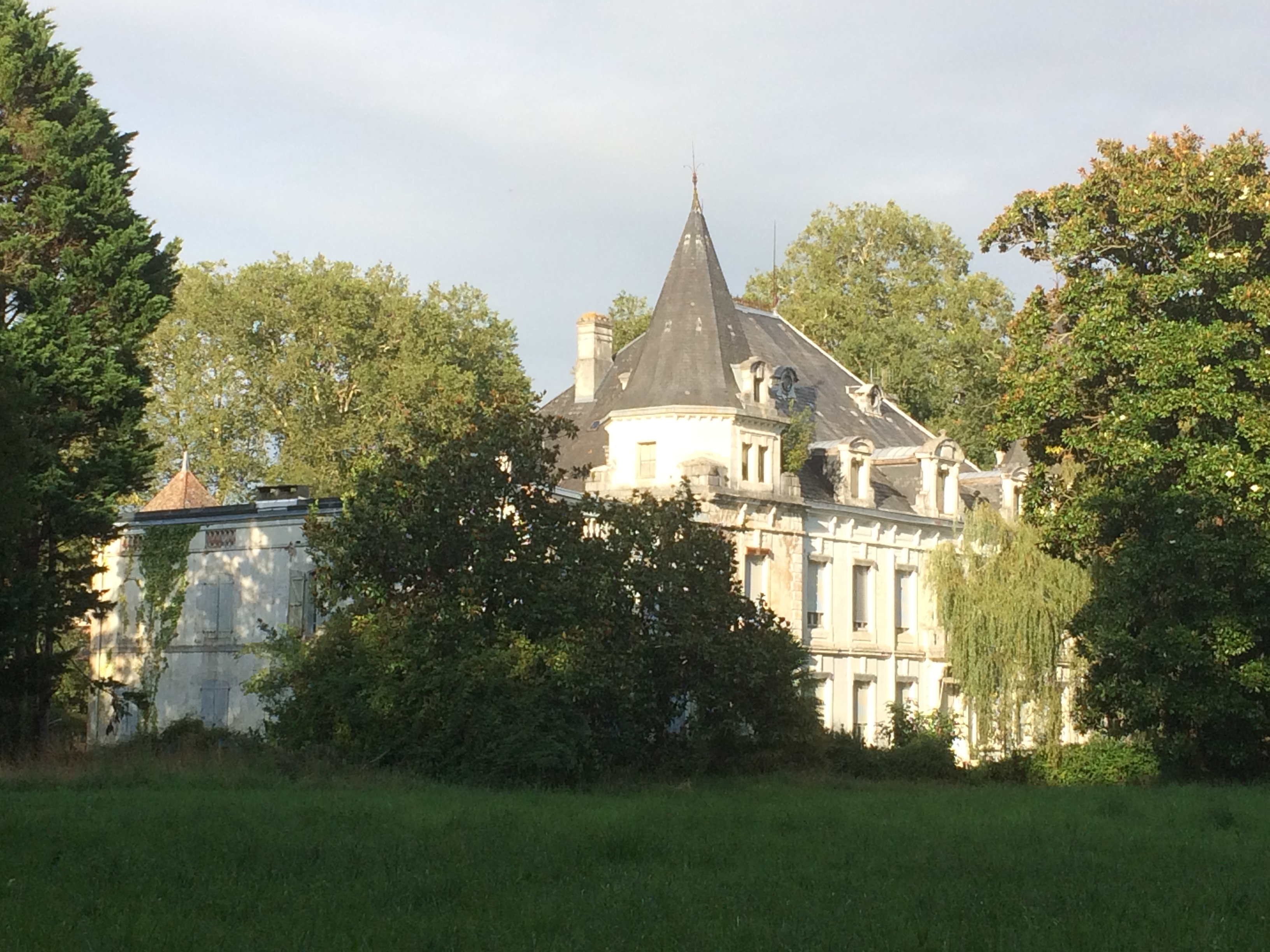
Schloss Biaudos